# 해전 기념주

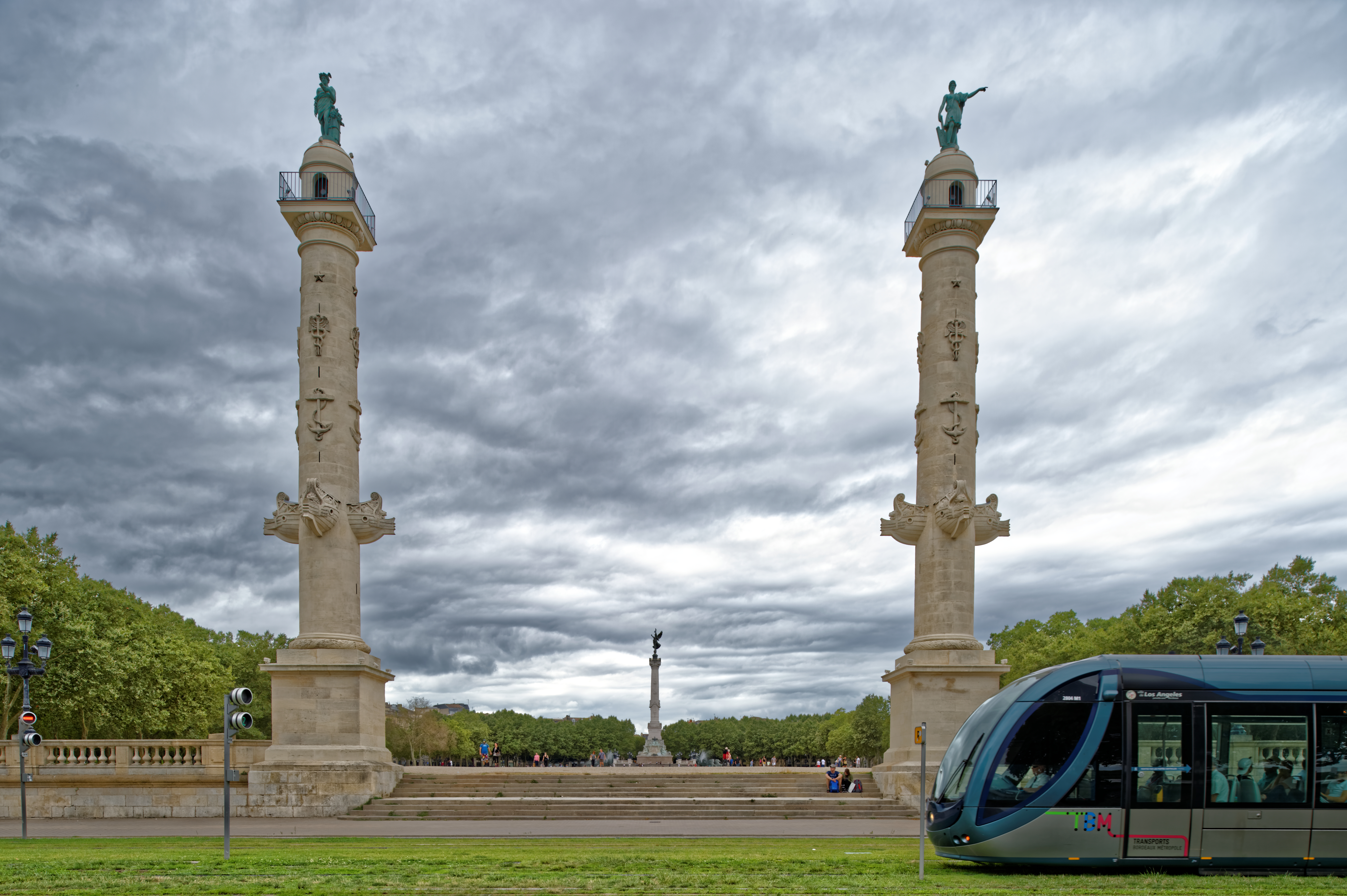
프랑스 보르도의 해전 기념주

해전 기념주는 고대 그리스와 로마에서 기원한 전승 기념탑의 일종으로, 해군의 승리를 기념하기 위해 세워졌다.

## 저명한 로스트랄 등대 목록

### 고대
- 가이우스 두일리우스의 로스트랄 등대(Columna Rostrata C. Duilii). 조각 중 일부는 현재 카피톨리니 미술관에 보존되어 있다.[1][2]

### 현대
- 구 상트페테르부르크 증권거래소와 로스트랄 등대(1811년): 러시아 상트페테르부르크
- 제1차 바르바리 전쟁 트리폴리 기념비